# 五賊筆禍事件
「五賊」筆禍事件（ごぞくひっかじけん）、または『思想界』筆禍事件（しそうかいひっかじけん）は1970年に金芝河の長編詩「五賊」が反共法に問われ、金が拘束されることになった事件。軍事政権下韓国における民主化運動の一端である。

## 「五賊」梗概
財閥、国会議員、高級公務員、将星、長・次官をそれぞれ、狾䋢、𠣮獪狋猿、跍礏功無獂、長猩、瞕𤠝矔と当てて五賊と呼び、彼らが国民から財を吸い上げて贅沢三昧する様子を描く。

## 事件の概要
金芝河によって書かれた長編詩「五賊」は1970年の『思想界』5月号（通巻205号）に掲載され、6月1日、最大野党新民党の機関紙『民主前線』（60号）に転載された。その内容が政権を支持する特権階級を痛烈に批判した風刺詩であったため、朴正煕政権はこれを問題視し、6月2日、「反共法」を根拠に弾圧を行った。『民主前線』を押収して、編集局長金龍星を指名手配、連行する一方、『思想界』は休刊に追い込み、社長夫琓爀、編集長金承均も逮捕拘束するに至った。作者金芝河も逮捕・拘束された。その後、金承均は釈放されたが『民主前線』編集委員長ソン・ジュハンが逮捕された。
金芝河、夫琓爀、金龍星、ソン・ジュハンの4人に対する裁判は、言論界の注目を浴びた。李恒寧、金承鈺、鮮于煇、朴斗鎮、安秉煜らが証人として弁護に立った。議題の中心は「五賊」を執筆したこと（とそれを掲載したこと）が反共法違反であるのかどうかであった。
1972年12月20日の結審で、裁判所は「金芝河被告人の譚詩「五賊」を『思想界』等に掲載したのは特権層の不正腐敗を糾弾するのにその目的があると被告人等は主張しているが、その口実の度が過ぎており、我が国の実情では譚詩の範囲を超えたものと見なされ、それにより階級意識を造成し北韓の宣伝資料に利用されたもととして有罪を認定」し、懲役1年（執行猶予付）の刑を言い渡した。